# دونباس

استان‌های لوهانسک و دونتسک تشکیل دهندهٔ بیشتر منطقه دنباس هستند.

دُنْباس (روسی: Донба́сс) یک منطقهٔ غیررسمی تاریخی، اقتصادی و فرهنگی در شرق اوکراین است و از بخش های مرکزی و شمالی استان دونتسک، بخش جنوبی استان لوهانسک و منتهای شرقی استان دنیپروپتروفسک تشکیل می‌شود. دنباس در واقع حوضهٔ آبریز دونتس بخش شمالی رود دونتس است که از طریق رود دن به دریای آزوف می‌ریزد.
در مارس ۲۰۱۴ در پی یورومیدان و انقلاب ۲۰۱۴ اوکراین، مناطق بزرگی از دنباس دچار ناآرامی شد. این ناآرامی‌ها بعداً به جنگ بین دولت پساانقلابی اوکراین و تجزیه‌طلبان جمهوری‌های خودخوانده دونتسک و لوهانسک تبدیل شد. تا پیش از جنگ، دنباس پرتراکم‌ترین منطقه اوکراین پس از پایتخت کشور، کی‌یف، بود.
شهر دونتسک تا پیش از جنگ پنجمین شهر بزرگ اوکراین و پایتخت غیررسمی دنباس به‌شمار می‌رفت. دیگر شهرهای بزرگ این منطقه لوهانسک، ماریوپول، ماکیئیفکا، هورلیفکا، کراماتورسک، اسلوفیانسک، آلچفسک، سیورودونتسک و لیسیچانسک بودند. امروزه شهر کراماتورسک مرکز اداری موقت استان دونتسک و سیورودونتسک مرکز اداری موقت استان لوهانسک به‌شمار می‌روند. در طرف تجزیه‌طلب نیز دونتسک، ماکیئیفکا و هورلیفکا بزرگ‌ترین شهرهای جمهوری خلق دونتسک و لوهانسک و آلچفسک بزرگ‌ترین شهرهای جمهوری خلق لوهانسک هستند.

## جمعیت‌شناسی

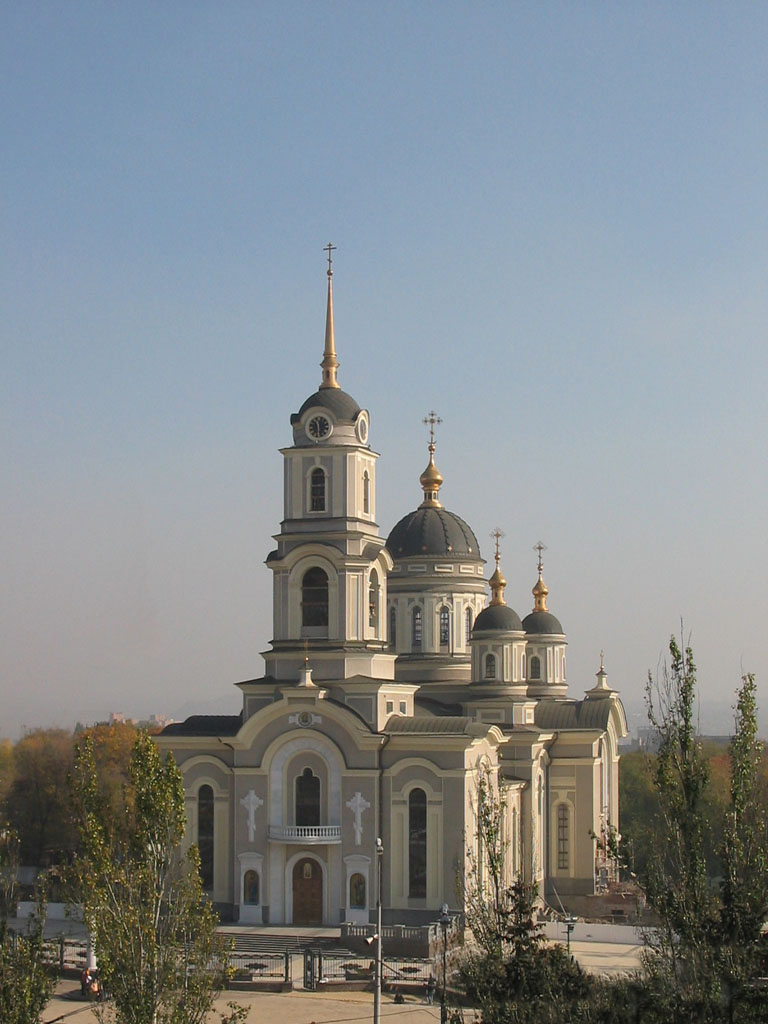
کلیسایی در دونتسک

طبق سرشماری سال، اوکراینی‌ها ۵۸٪ از جمعیت استان لوهانسک و ۵۶٫۹٪ از جمعیت استان دونتسک را می‌سازند. روس‌ها نیز با به ترتیب ۳۹٪ و ۳۸٫۲٪ از جمعیت، بزرگ‌ترین اقلیت قومی این مناطق هستند. طبق همین سرشماری روسی زبان اول ۷۴٫۹٪ از ساکنان استان دونتسک و ۶۸٫۸٪ از ساکنان استان لوهانسک است. دلیل بیشتر بودن شمار روسی‌زبانان از روس‌تبارها، استفاده برخی از اوکراینی‌تباران و سایر اقوام از زبان روسی به عنوان زبان اول است.
طبق یک نظرسنجی در سال ۲۰۱۶، ۶۵٫۰٪ از مردم دنباس مسیحی هستند (شامل ۵۰٫۶٪ ارتدکس، ۱۱٫۹٪ فقط مسیحی ساده و ۲٫۵٪ پروتستان). اسلام دین ۶٪ از مردم است و رتبه سوم را هندوئیسم با ۰٫۶٪ پیرو دارد که هر دو دارای بیشترین درصد در مقایسه با سایر مناطق اوکراین هستند. ۲۸٫۳٪ از جمعیت نیز به هیچ دینی اعتقاد نداشتند یا به سایر ادیان معتقد بودند.

## اقتصاد

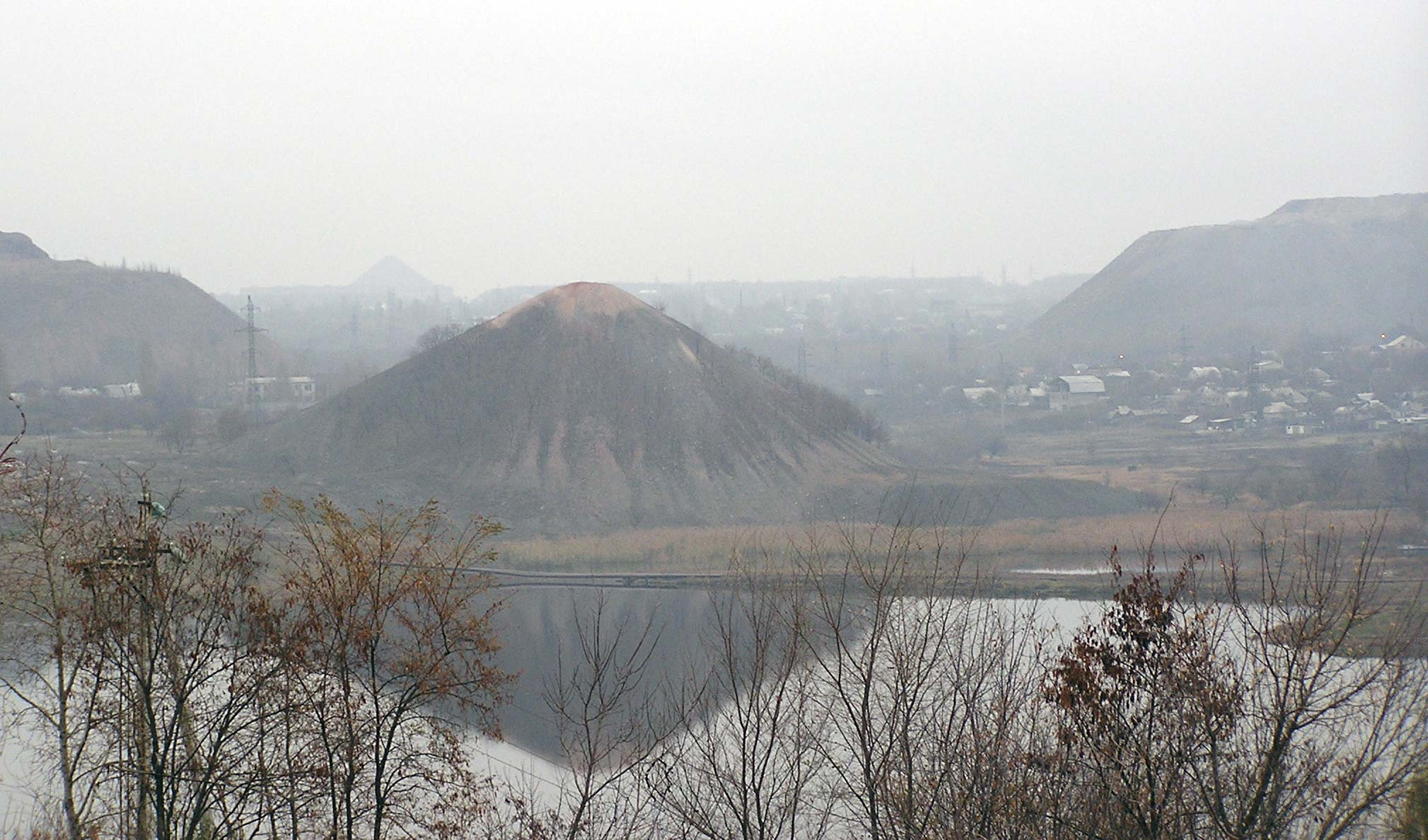
یک معدن زغال‌سنگ در دنباس

صنایع سنگین بسیاری همچون معادن زغال‌سنگ و متالورژی در دنباس مستقر هستند. نام دنباس از کوتاه‌سازی اصطلاح «حوزه زغال‌سنگ دونتس» (به اوکراینی: Донецький вугільний басейн، به روسی: Донецкий угольный бассейн) آمده‌است و گرچه استخراج سالانه زغال‌سنگ از دهه ۱۹۷۰ کاهش یافته‌است، دنباس با داشتن ۶۰ میلیارد تن زغال‌سنگ همچنان به عنوان یکی از بزرگ‌ترین معادن زغال‌سنگ اوکراین به‌شمار می‌رود.
در میانه مارس ۲۰۱۷، پترو پروشنکو، رئیس‌جمهور اوکراین، فرمانی را دربارهٔ ممنوعیت موقت جابه‌جایی کالا به و از سرزمین تحت کنترل جمهوری‌های خودخوانده دونتسک و لوهانسک امضا کرد به این معنی که از آن زمان اوکراین از حوضه زغال‌سنگ دونتس چیزی خریداری نمی‌کند.